# Manfredi Talamo
Manfredi Talamo (Castellammare di Stabia, 2 gennaio 1895 – Roma, 24 marzo 1944) è stato un militare italiano, Tenente Colonnello dell'Arma dei Carabinieri, vittima dell'eccidio delle Fosse Ardeatine, e gli fu attribuita la medaglia d'oro al valor militare alla memoria.

## Biografia
Manfredi Talamo nacque a Castellammare nel 1895 da Francesco e Semira Cappelli. A 18 anni si arruolò volontario presso la Legione Allievi di Roma e il 31 agosto 1914 conseguì la nomina di Carabiniere, intraprendendo una brillante carriera che lo porterà al grado di Tenente Colonnello. Nel mese di agosto 1915, col grado di Brigadiere, venne destinato al Battaglione RR CC presso il Comando Supremo dove partecipò alla Grande Guerra. Il 31 dicembre 1917 fu promosso Maresciallo d'alloggio ed inquadrato nella 425^ sez. Carabinieri mobilitata. Nell'aprile 1920 fu promosso Sottotenente e destinato al comando del 262º Plotone RR CC, addetto al XXVI Corpo d'Armata, a Pola, ove si distinse per capacità professionale e coraggio nella cattura di tre evasi, con uno dei quali, armato di coltello, sostenne un accanito corpo a corpo; per cui ricevette la Medaglia di Bronzo al Valor Militare (17 dicembre 1920).
Dal 4 novembre 1923 conseguito il grado di Tenente, a domanda, partì per la Tripolitania, dove rimase fino al 1930, comandando la Tenenza di Jefren, dove assolse altri delicati incarichi. In tale comando fu encomiato quattro volte. 
Rientrato in Italia, dal 23 novembre 1930 comandò prima la tenenza CC RR di Viterbo sino al 16 ottobre 1932 per poi essere assegnato alla Legione RR CC di Bolzano, quindi, passò a disposizione del Ministero della Guerra a Roma dal 17 marzo 1935. Assegnato al Servizio Informazioni e promosso Maggiore per meriti eccezionali nel giugno 1938 continuò a prestare la sua opera nel S.I.M. (Servizio Informazioni Militari) anche dopo il giugno 1940, data della dichiarazione di guerra.
Nel settembre 1941, fu protagonista dell'Operazione "Black code". Infiltratosi nell'ambasciata USA a Roma, riuscì ad impossessarsi delle tabelle con i codici cifrati in uso agli addetti militari statunitensi. Nel 1942, promosso Tenente Colonnello, individuò una rete spionistica tramite la quale l'Addetto Culturale dell'Ambasciata tedesca fece pervenire almeno 200 rapporti all'Addetto militare svizzero, reclutato dai Servizi britannici. Tale operazione fu talmente complessa che gli alleati nazisti si videro surclassati in casa, ed in particolar modo il Tenente Colonnello Herbert Kappler. L'Ufficiale tedesco non perdonerà mai lo smacco subito. 
Dopo l'8 settembre 1943 rimase a Roma dove svolse attività di controspionaggio a favore della Resistenza. Catturato dai tedeschi il 5 ottobre seguente e sottoposto a torture dai nazisti durante la sua prigionia, fu poi trucidato nelle Fosse Ardeatine il 24 marzo 1944. Il suo nome fu inserito personalmente da Kappler. 
Talamo è anche ricordato per aver agevolato, per quanto possibile, la liberazione di Adriano Olivetti dal carcere di Regina Coeli poiché antifascista

## Riconoscimenti
L'Arma dei Carabinieri lo ha ricordato intitolandogli la caserma di Roma- Ponte Salario, sede di numerosi Reparti dell'Arma, quali il Raggrupamento Operativo Speciale, il Battaglione Carabinieri "Lazio", la Scuola di Perfezionamento al Tiro 
Il 153º corso allievi carabinieri ausiliari che si è svolto dal 1º maggio al 21 luglio 1990 a Torino con giuramento il 29 maggio.
L'Associazione nazionale carabinieri, sezione di Castellammare di Stabia è intitolata alla sua memoria.
Inoltre sono stati intitolati a Manfredi Talamo un piccolo largo a Roma in zona Tor de' Cenci e un viale interno alla villa comunale di Castellammare di Stabia